# Soltész

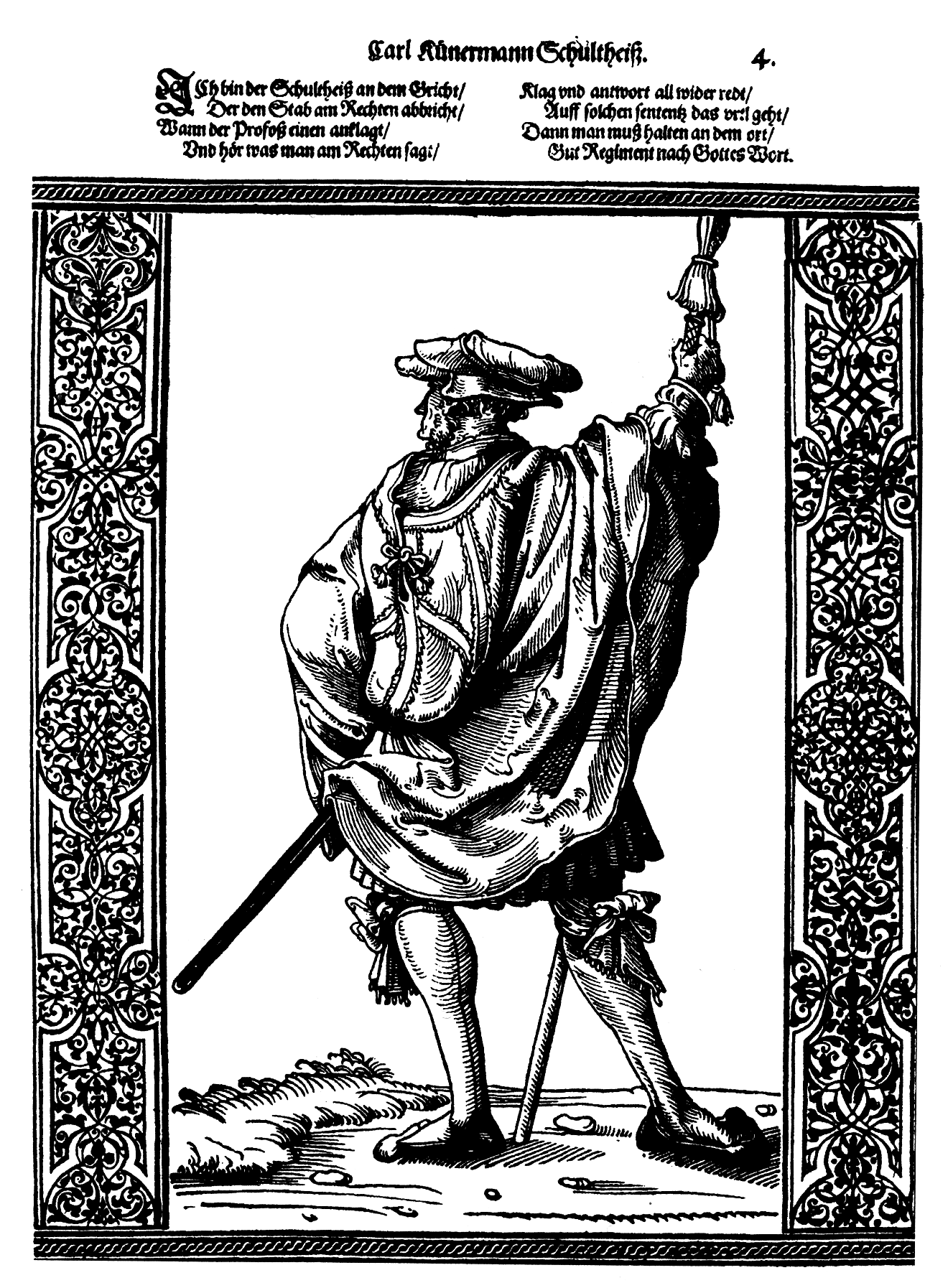
Községi bíró a soltész (schultheiß), 16. század

A soltész – a Felvidéken bíró, németül Richter, latinul advocatus
– ritkán lakott területek, elsősorban erdős hegyvidékek betelepítését vezető vállalkozó, a telepített falu bírája, a faluban a földesúri adók behajtója volt a középkorban, aki a tisztséget a telepítési munka ellenértékeként kapta örökölhető jogon. 
Az így létrejött településeket, mivel az első – német – telepesek és – német – soltészek a német jogot is magukkal hozták, német jogú falunak is nevezik. 
Jogállásában a jobbágy és a földesúr nemes között állt, aki a telepítettekkel szemben maga is haszonélvező volt. A soltészság feje a scultetia vezetője, szervezője volt. Legelők, rétek, szántók létesítése céljából ő intézte az erdőirtást, a vadászat, halászat, madárfogás, bányanyitási jog, sőt a talált ércek harmada is őt illette. Övé volt a malomépités, serfőzés, a mészárszék, vágóhíd, posztó- és vargasátor joga is.
Hasonló feladatuk volt a vlach jogú falvakat telepítő kenézeknek. A soltész faluját szláv területen lehotának hívták.

## Eredete
A jogintézmény longobárd eredetű, majd a 8. századtól a német területeken fordul elő, mint bírósági ítéletvégrehajtó és adószedő, később az alsóbíráskodás ellátója. Magyarországra lengyel közvetítéssel jutott el a 13. század végén a soltész tisztség.
Elnevezése németül Schultheiss (jelentése „adósokat felszólító”, változatai még schultze vagy schulze); szlovákul šoltýs, škultéty, latinul pedig scultetus. A mai magyar nyelvben az elnevezés jellegzetes tisztség eredetű családnévként él.

## Jogai
A tatárjárás után Dél-Németországból a Felvidékre hívott telepesek (soltészségek) feladata az alig lakott hegyvidéki, erdős vagy folyóparti birtokrészek hatékonyabb bevonása a gazdasági kultúrába. Ezért a soltészt a földesurak szélesebb körű jogokkal ruházták fel, mint települési elöljárót.
A soltész jogait a szerződés, az ún. soltészlevél rögzítette, amely az egyszerű községi bírónál szélesebb jogokat biztosított. Bírságot szedhettek.
Kocsmai, malomtartási, egyes mesterségek kizárólagos gyakorlására vagy gyakoroltatására vonatkozó kiváltsággal rendelkeztek, egy vagy több telket adómentesen birtokolhattak, a földesúri adó hatoda őket illette. Részesedtek a települések adóiból, földhasználattal bírtak, a közelben lévő várakban katonai szolgálatot is vállaltak földhasználat, későbbiekben földbirtok fejében. Ebből esetenként meggazdagodtak és nemességre is szert tehettek.
A soltészség a földdel együtt örökletes volt, ha utód nélkül megüresedett, a hűbérbirtokokhoz hasonlóan a földesúrra szállt.
A soltész igen gyakran városi polgár volt. Ilyenkor külön kiváltság lehetett, ha a soltész a faluban az országos jog helyett valamely város jogát használhatta.
A soltész bizonyos helyeken – pl. Trencsénben a 15. század folyamán – teljesen maga alá vetette a falut és nemessé vált.
A soltésztelepítés a 16–17. század folyamán újra különös jelentőségre tett szert kedvezményeivel az örökös jobbágyság idején.

## Irodalmi idézet
A soltész fogdmegjei állták körül, elzárva előle a menekülés útját.